# Кочуба-Маре (комуна)
Кочуба-Маре (рум. Cociuba Mare) — комуна у повіті Біхор в Румунії. До складу комуни входять такі села (дані про населення за 2002 рік):
- Кересеу (802 особи)
- Кеша (669 осіб)
- Кочуба-Маре (1073 особи) — адміністративний центр комуни
- Петід (674 особи)

Комуна розташована на відстані 408 км на північний захід від Бухареста, 37 км на південь від Ораді, 121 км на захід від Клуж-Напоки, 124 км на північний схід від Тімішоари.

## Населення
За даними перепису населення 2002 року у комуні проживали 3218 осіб.
Національний склад населення комуни:
| Національність | Кількість осіб | Відсоток |
| -------------- | -------------- | -------- |
| румуни         | 2899           | 90,1%    |
| цигани         | 289            | 9,0%     |
| угорці         | 23             | 0,7%     |
| словаки        | 6              | 0,2%     |
| серби          | 1              | < 0,1%   |

Рідною мовою назвали:
| Мова      | Кількість осіб | Відсоток |
| --------- | -------------- | -------- |
| румунська | 2928           | 91,0%    |
| циганська | 260            | 8,1%     |
| угорська  | 23             | 0,7%     |
| словацька | 6              | 0,2%     |
| сербська  | 1              | < 0,1%   |

Склад населення комуни за віросповіданням:
| Релігія       | Кількість осіб | Відсоток |
| ------------- | -------------- | -------- |
| православні   | 2781           | 86,4%    |
| баптисти      | 170            | 5,3%     |
| п'ятдесятники | 118            | 3,7%     |
| реформати     | 14             | 0,4%     |
| римо-католики | 5              | 0,2%     |
| не релігійні  | 5              | 0,2%     |
| адвентисти    | 2              | 0,1%     |